# Elecciones estatales de Michoacán de 2004
Las elecciones estatales de Michoacán se realizaron el domingo 14 de noviembre de 2004, en ellas se renovaron los siguientes cargos de elección popular:
- 40 diputados del Congreso del Estado. De los cuales 24 fueron elegidos por mayoría relativa y 16 por representación proporcional.
- 113 ayuntamientos. Compuestos por un presidente municipal y sus regidores. Electos para un periodo de tres años, no reelegibles para el periodo siguiente.

## Resultados Electorales

### Ayuntamientos
|  | 21.00 % |

|  | 35.82 % |

|  | 35.71 % |

|  | 3.51 % |

|  | 1.43 % |

|  | 97.53 % |

|  | 2.47 % |

#### Ayuntamiento de Morelia
|  | 36.53 % |

|  | 29.01 % |

|  | 28.25 % |

|  | 2.94 % |

### Diputados locales
| Partido/Alianza | Partido/Alianza                                                         | Mayoría Relativa | Proporcional | Total |
| --------------- | ----------------------------------------------------------------------- | ---------------- | ------------ | ----- |
|                 | Partido Revolucionario Institucional Partido Verde Ecologista de México | 10               | 5            | 15    |
|                 | Partido de la Revolución Democrática Convergencia                       | 11               | 6            | 17    |
|                 | Partido Acción Nacional                                                 | 3                | 3            | 6     |
|                 | Partido del Trabajo                                                     | 0                | 1            | 1     |

- Datos: Q97183278

1. 1 2  Instituto Electoral de Michoacán (2004). «Resultado de cómputos municipales». Consultado el 15 de febrero de 2020.